# Нугеду Сан Николо
Нугѐду Сан Николо̀ (на италиански: Nughedu San Nicolò; на сардински: Nughedu, Нугеду) е село и община в Южна Италия, провинция Сасари, автономен регион и остров Сардиния. Разположено е на 577 m надморска височина. Населението на общината е 888 души (към 2010 г.).